# 마쓰시타 고헤이
마쓰시타 고헤이(일본어: 松下 幸平, 1985년 7월 24일 ~ )는 일본의 전 축구 선수이다.

## 구단 경력
과거 주빌로 이와타, 에히메 FC에서 활동하였다.